# Parlamentswahl in Kasachstan 2021
Die Parlamentswahl in Kasachstan 2021 fand am 10. Januar 2021 in Kasachstan statt. Gewählt wurden dabei 98 Abgeordnete der Mäschilis, des Unterhauses des kasachischen Parlaments. Wie bereits im Vorfeld erwartet worden war, gewann Nur Otan die Wahl mit großem Abstand vor allen anderen Parteien. Obwohl einige Verbesserungen am Wahlgesetz vorgenommen wurden, kritisierte die OSZE dennoch einen stark eingeschränkten Wahlkampf und systematische Einschränkungen der Grundfreiheiten.

## Wahlsystem
Die Wahl zum Unterhaus des kasachischen Parlaments wird als Verhältniswahl mit geschlossenen Parteilisten abgehalten. Dabei stellt das gesamte Land einen einzigen Wahlbezirk dar, in dem die 98 Abgeordneten der Mäschilis für eine fünfjährige Amtszeit gewählt werden. Es gibt eine Sperrklausel von sieben Prozent, die von einer Partei erreicht werden muss, um Mandate zu erringen. Die restlichen neun Abgeordneten werden nicht vom Volk direkt gewählt, sondern sind ethnischen Minderheiten vorbehalten. Sie werden von der Volksversammlung Kasachstans bestimmt. Das Wahlsystem in Kasachstan wurde 2017 reformiert, was vor allem die Umverteilung politischer Macht zum Ziel hatte. In den folgenden Jahren wurde das Wahlgesetz insgesamt viermal ergänzt. Damit wurde die Zusammensetzung von Wahlkommissionen geändert und Wählern mit Behinderung die Möglichkeit zur Teilnahme an Wahlen erleichtert. Außerdem wurde für Wahllisten eine Quote von mindestens 30 Prozent für Kandidaten eingeführt, die Frauen oder junge Menschen sein müssen. Zudem wurden die Hürden für die offizielle Registrierung einer Partei gesenkt. So werden nur noch 20.000 statt der bisher 40.000 benötigten Parteimitglieder gefordert, dennoch gibt es weiterhin erschwerende Vorschriften für eine Registrierung.
Das Stimmrecht haben alle kasachischen Staatsbürger, die zum Wahlzeitpunkt mindestens 18 Jahre alt sind. Ausgeschlossen hiervon sind Menschen, die von einem Gericht für wahlunfähig erklärt wurden oder zum Wahlzeitpunkt eine Haftstrafe verbüßen, unabhängig von der Schwere des Verbrechens. Für eine Kandidatur auf einer Parteiliste müssen Bewerber mindestens 25 Jahre alt sein und mindestens zehn Jahre lang ununterbrochen in Kasachstan gelebt haben. Eine Kandidatur unabhängig von einer Partei und deren Liste ist per Gesetz nicht möglich, auch die Bildung von Wahlbündnissen ist nicht zulässig.

## Hintergründe

### Politische Ausgangslage
Bei der letzten Parlamentswahl 2016 konnte Nur Otan 82 Prozent der Stimmen erreichen und mit 84 Mandaten die überwältigende Mehrheit der Sitze im Parlament gewinnen. Nur zwei weitere Parteien konnten die Sieben-Prozent-Sperrklausel überwinden und Abgeordnete ins Parlament entsenden. Im März 2019 trat Nursultan Nasarbajew nach fast 30 Jahren als Präsident Kasachstans zurück. Sein Nachfolger Qassym-Schomart Toqajew trat zunächst nur kommissarisch das Amt des Präsidenten an, wurde bei der vorgezogenen Wahl im Juni 2019 aber im Amt bestätigt. Doch auch wenn Toqajew Präsident des Landes es ist, sind große politische Veränderungen unwahrscheinlich, denn Nasarbajew kontrolliert im Hintergrund weiterhin große Teile der Politik. Obwohl er nicht mehr Präsident des Landes ist, hält er dennoch weiterhin wichtige Posten in Staat und Politik. So bleibt er Vorsitzender des Sicherheitsrates, Vorsitzender des Verfassungsrates und Parteivorsitzender von Nur Otan; daneben trug er bis Juni 2022 den Titel „Führer der Nation“. Bei seiner Amtseinführung versprach Toqajew zudem, die Politik Nasarbajews und seine Reformvorhaben fortzusetzen. Nasarbajews Tochter Darigha Nasarbajewa wurde außerdem zur Senatsvorsitzenden ernannt; von diesem Posten wurde sie aber überraschenderweise bereits im Mai 2020 wieder entlassen.
Während seiner bisherigen Präsidentschaft setzte Toqajew einige politische Reformvorhaben um. Die Verpflichtung zur Genehmigung öffentlicher Proteste wurde abgeschafft, die Bildung politischer Parteien erleichtert und Strafen für Hassreden und Verleumdung reduziert. Diese Reformen lockern einige der Restriktionen, die in der Vergangenheit oft dazu benutzt wurden, um Regierungskritiker mundtot zu machen. Ungeachtet dieser Erleichterungen gilt Kasachstan nach wie vor als autoritärer Staat. Die vorsichtigen Veränderungen wurden von Beobachtern auch als Versuch gewertet, die Bevölkerung nach einem Jahr tiefgreifender politischer Veränderungen zu beruhigen und Toqajews Ansehen im Land zu stärken.

### Situation der Opposition
Auch wenn Toqajew innerhalb des letzten Jahres einige Reformvorhaben umgesetzt hat, werden oppositionelle Aktivitäten von den Behörden noch immer stark eingeschränkt. Obwohl Hürden zur Registrierung von Parteien etwas gesenkt wurden, obliegt der Prozess noch immer einzig dem kasachischen Justizministerium. Zwischen Oktober 2019 und 2020 reichten insgesamt acht Gruppen beim Ministerium ihre Unterlagen für eine Zulassung als Partei ein. Allen dieser Gruppen wurde Medienberichten zufolge eine Registrierung als Partei verweigert. Die Behörden brandmarkten Aktivisten der Organisationen Demokratische Wahl Kasachstans und der Koshe-Partei als Extremisten; beide sind im Land außerdem verboten. Menschenrechtsaktivisten gaben an, dass in den Monaten vor der Wahl über 100 Menschen wegen angeblicher Mitgliedschaft in einer verbotenen Organisation verurteilt wurden. Anfang Dezember beschuldigten mehrere internationale Menschenrechtsorganisationen (darunter auch Amnesty International) die kasachischen Behörden, durch erfundene Steuervergehen Druck auf kasachische Menschenrechtsorganisationen auszuüben. So wurden seit Mitte Oktober mindestens 13 Organisationen darüber unterrichtet, dass sie Unterlagen über die Erklärung von Einkommen aus dem Ausland falsch ausgefüllt hätten; eine Auflage eines 2016 eingeführten und heftig kritisierten Gesetzes.
In den zwei Monaten vor dem Wahltermin gab es mehrere Fälle, in denen Aktivisten der Opposition wegen verschiedener Vorwürfe verhaftet wurden. Anfang November wurde ein Lehrer wegen Extremismusvorwürfen zu einer Bewährungsstrafe verurteilt, weil er in sozialen Medien Videos von Demonstrationen der verbotenen Organisation Demokratische Wahl Kasachstans gepostet hatte. Mitte November wurde eine Bloggerin und Journalistin unter Hausarrest gestellt, weil sie in einem Beitrag auf Facebook die Bemühungen der Behörden gegen die Ausbreitung des Coronavirus kritisiert hatte. Ihr wurde daraufhin vorgeworfen, die Organisation Demokratische Wahl Kasachstans zu unterstützen. Ein Gericht verfügte schließlich, dass sie in eine psychiatrische Klinik eingewiesen wird, um ihren mentalen Gesundheitszustand zu überprüfen. Ende Dezember wurde ein weiterer Aktivist gegen seinen Willen in eine psychiatrische Klinik eingewiesen, nachdem der im Rollstuhl sitzende Mann ein Wahlplakat der regierenden Nur Otan in Aqtöbe heruntergerissen hatte. Menschenrechtsaktivisten kritisierten dies als Teil einer Kampagne von Nur Otan, um Aktivisten vor der Wahl zum Schweigen zu bringen.

## Parteien
Toqajew kündigte am 21. Oktober 2020 Parlamentswahlen für den 10. Januar des nächsten Jahres an. Die Registrierung von Parteien zur Wahlteilnahme bei der Zentralen Wahlkommission Kasachstans begann am 10. November und endete am 30. November. Zur Wahl antreten können nur Parteien, die bei den Behörden offiziell registriert sind. Von den landesweit nur sechs zugelassenen Parteien haben fünf bei der Wahlkommission ihre Parteilisten eingereicht. Dies sind Nur Otan, Aq Jol, die Volkspartei Kasachstans (QHP; bis 2020 Kommunistische Volkspartei Kasachstans), die Demokratisch Patriotische Volkspartei Auyl und Adal (bis 2020 Birlik). Alle Parteien gelten als regierungsfreundlich.
| Partei | Partei                                              | Ausrichtung  | Parteivorsitzender   | Kandidaten | Wahlergebnis 2016  |
| ------ | --------------------------------------------------- | ------------ | -------------------- | ---------- | ------------------ |
|        | Nur Otan („Licht des Vaterlands“)                   | Zentrismus   | Nursultan Nasarbajew | 126        | 82,20 % (84 Sitze) |
|        | Volkspartei Kasachstans                             | Sozialismus  | Aiqyn Qongyrow       | 113        | 7,14 % (7 Sitze)   |
|        | Demokratische Partei Aq Jol („Erleuchteter Pfad“)   | Liberalismus | Asat Peruaschew      | 38         | 7,18 % (7 Sitze)   |
|        | Demokratisch Patriotische Volkspartei Auyl („Dorf“) | Agrarismus   | Äli Bektajew         | 19         | 2,01 % (0 Sitze)   |
|        | Adal („Ehrlichkeit“)                                | Ökologie     | Serik Sultanghali    | 16         | 0,29 % (0 Sitze)   |

Die Nationale Sozialdemokratische Partei Asat, die sich selbst als einzige Oppositionspartei Kasachstans bezeichnet, hatte ursprünglich auch ihre Absicht zur Teilnahme an der Wahl erklärt. Am 27. November gab die Parteiführung jedoch bekannt, auch diese Parlamentswahl zu boykottieren, da sich die Bedingungen im Land trotz Toqajews Reformen nicht verändert hätten. Maßgeblich dazu beigetragen haben dürfte auch ein Aufruf von Muchtar Äbljasow, einem im Ausland lebenden prominenten Regierungskritiker. Dieser bezeichnete sie als Partei, die von der Regierung kontrolliert werde und nur dazu diene, die anstehende Wahl als fair und demokratisch erscheinen zu lassen. Er rief dazu auf, die Partei zu wählen, um sie so zu entlarven, Wahlbetrug aufzudecken und die Regierungspartei Nur Otan unter 50 Prozent der Stimmen zu drücken.

## Ergebnis

### Endgültiges Gesamtergebnis
| Partei                          | Partei                                     | Stimmen   | Anteil  | +/-    | Sitze | +/- | Insgesamt 98 Sitze - Nur Otan: 76 - Aq Jol: 12 - QHP: 10 |
|                                 | Nur Otan                                   | 5.148.074 | 71,09 % | −11,20 | 76    | −8  | Insgesamt 98 Sitze - Nur Otan: 76 - Aq Jol: 12 - QHP: 10 |
|                                 | Demokratische Partei Aq Jol                | 792.828   | 10,95 % | +3,77  | 12    | +5  | Insgesamt 98 Sitze - Nur Otan: 76 - Aq Jol: 12 - QHP: 10 |
|                                 | Volkspartei Kasachstans (QHP)              | 659.019   | 9,10 %  | +1,96  | 10    | +3  | Insgesamt 98 Sitze - Nur Otan: 76 - Aq Jol: 12 - QHP: 10 |
|                                 | Demokratisch Patriotische Volkspartei Auyl | 383.023   | 5,29 %  | +3,28  | 0     | 0   | Insgesamt 98 Sitze - Nur Otan: 76 - Aq Jol: 12 - QHP: 10 |
|                                 | Adal                                       | 258.618   | 3,57 %  | +3,28  | 0     | 0   | Insgesamt 98 Sitze - Nur Otan: 76 - Aq Jol: 12 - QHP: 10 |
| Gesamt                          | Gesamt                                     | 7.241.562 | 100 %   |        | 98    |     | Insgesamt 98 Sitze - Nur Otan: 76 - Aq Jol: 12 - QHP: 10 |
|                                 |                                            |           |         |        |       |     | Insgesamt 98 Sitze - Nur Otan: 76 - Aq Jol: 12 - QHP: 10 |
| Abgegebene Stimmen              | Abgegebene Stimmen                         | 7.241.562 | 96,05 % |        |       |     | Insgesamt 98 Sitze - Nur Otan: 76 - Aq Jol: 12 - QHP: 10 |
| Ungültige Stimmen               | Ungültige Stimmen                          | 297.718   | 3,95 %  |        |       |     | Insgesamt 98 Sitze - Nur Otan: 76 - Aq Jol: 12 - QHP: 10 |
| Gesamt (Wahlbeteiligung 63,3 %) | Gesamt (Wahlbeteiligung 63,3 %)            | 7.539.280 | 100 %   |        |       |     | Insgesamt 98 Sitze - Nur Otan: 76 - Aq Jol: 12 - QHP: 10 |

### Ergebnis nach Gebieten

Nur Otan
Aq Jol
QHP
Auyl
Adal

| Gebiet             | Wahl- beteiligung | Nur Otan | Nur Otan | Aq Jol  | Aq Jol | QHP    | QHP   | Auyl   | Auyl  | Adal   | Adal |
| Gebiet             | Wahl- beteiligung | Anzahl   | %        | Anzahl  | %      | Anzahl | %     | Anzahl | %     | Anzahl | %    |
| ------------------ | ----------------- | -------- | -------- | ------- | ------ | ------ | ----- | ------ | ----- | ------ | ---- |
| Almaty             | 73,5              | 716.379  | 72,41    | 114.939 | 11,62  | 46.224 | 4,67  | 60.251 | 6,09  | 51.544 | 5,21 |
| Aqmola             | 72,8              | 278.209  | 76,49    | 33.474  | 9,20   | 39.780 | 10,94 | 7.529  | 2,07  | 4.728  | 1,30 |
| Aqtöbe             | 58,8              | 206.172  | 64,84    | 40.071  | 12,60  | 52.910 | 16,64 | 5.781  | 1,82  | 13.036 | 4,10 |
| Atyrau             | 56,4              | 143.692  | 64,28    | 25.875  | 11,58  | 32.905 | 14,72 | 11.277 | 5,04  | 9.791  | 4,38 |
| Mangghystau        | 55,0              | 128.789  | 58,72    | 31.361  | 14,30  | 25.594 | 11,67 | 18.664 | 8,51  | 14.908 | 6,80 |
| Nordkasachstan     | 75,5              | 213.416  | 73,31    | 29.533  | 10,14  | 36.415 | 12,51 | 7.937  | 2,73  | 3.813  | 1,31 |
| Ostkasachstan      | 72,4              | 462.685  | 71,04    | 65.723  | 10,09  | 75.298 | 11,56 | 24.410 | 3,75  | 23.186 | 3,56 |
| Pawlodar           | 71,3              | 260.238  | 72,22    | 43.513  | 12,08  | 41.910 | 11,63 | 9.483  | 2,63  | 5.181  | 1,44 |
| Qaraghandy         | 70,7              | 476.504  | 76,13    | 61.345  | 9,80   | 66.411 | 10,61 | 12.023 | 1,92  | 9.606  | 1,53 |
| Qostanai           | 71,8              | 308.037  | 78,47    | 38.407  | 9,78   | 23.237 | 5,92  | 17.069 | 4,35  | 5.805  | 1,48 |
| Qysylorda          | 73,9              | 261.720  | 74,46    | 33.052  | 9,40   | 13.496 | 3,84  | 30.569 | 8,70  | 12.653 | 3,60 |
| Schambyl           | 72,2              | 399.766  | 79,54    | 40.341  | 8,03   | 32.746 | 6,52  | 14.516 | 2,89  | 15.229 | 3,03 |
| Türkistan          | 65,8              | 545.806  | 74,43    | 74.889  | 10,21  | 27.501 | 3,75  | 48.181 | 6,57  | 36.979 | 5,04 |
| Westkasachstan     | 62,4              | 171.441  | 62,57    | 39.374  | 14,37  | 41.222 | 15,04 | 19.031 | 6,95  | 2.932  | 1,07 |
| Almaty (Stadt)     | 30,3              | 178.461  | 55,54    | 48.887  | 15,21  | 43.337 | 13,49 | 31.802 | 9,90  | 18.835 | 5,21 |
| Nur-Sultan (Stadt) | 45,1              | 173.732  | 67,50    | 44.695  | 15,24  | 38.752 | 13,21 | 21.745 | 7,41  | 14.394 | 4,91 |
| Schymkent (Stadt)  | 56,5              | 223.027  | 67,50    | 27.349  | 8,28   | 21.281 | 6,44  | 42.755 | 12,94 | 15.998 | 4,84 |

- Nur Otan
0 – 55 %
55 – 60 %
60 – 65 %
70 – 75 %
75 – 80 %
- Aq Jol
8 – 10 %
10 – 12 %
12 – 14 %
14 – 16 %
- QHP
0 – 5 %
5 – 10 %
10 – 15 %
15 – 20 %
- Auyl
0 – 4 %
4 – 8 %
8 – 12 %
12 – 16 %
- Adal
0 – 2 %
2 – 4 %
4 – 6 %
6 – 8 %